# Famechon (Somme)
Famechon é uma comuna francesa na região administrativa de Altos da França, no departamento de Somme. Estende-se por uma área de 4,84 km². Em 2010 a comuna tinha 274 habitantes (densidade: 56,6 hab./km²).